# Хусейн ибн Хамдан
Абу Абдаллах (Абу Али) Хусейн ибн Хамдан ибн Хамдун ибн аль-Хариc аль-Адеви ат-Таглиби (араб. الحسين بن حمدان بن حمدون التغلبي‎, ум. октябрь-ноябрь 918) — один из первых представителей арабской династии Хамданидов, будущих эмиров Алеппо и Мосула. Крупный военачальник Аббасидского халифата, сыгравший важную роль в завоевании династией авторитета среди арабских племён Леванта. Первоначально служил халифам из аббасидской династии, сражаясь против Дулафидов и карматов, в дальнейшем участвовал в походе Аббасидов в Египет и в его обороне от вторгнувшихся Фатимидов. Но в дальнейшем он поднял восстание против Аббасидов, в котором был разбит и взят в плен, а позже публично унижен и казнён.
Персонаж стихов арабского поэта и государственного деятеля Абу Фираса, своего племянника.

## Биография

### Происхождение и ранние годы
Хусейн был сыном эпонима династии Хамданидов, Хамдана ибн Хамдуна. Его семья принадлежала к племени таглибидов, которое поселилось на плато Бадият-эль-Джазира на севере Месопотамии ещё до начала арабских завоеваний. В период десятилетней анархии в Самарре (861—870 годы) таглибиды воспользовались ослаблением Аббасидского халифата чтобы утвердиться в Северной Месопотамии и захватить контроль над территорией с центром в Мосуле. Хамдан ибн Хамдун занял видное место среди племенных вождей таглибидов и активно сопротивлялся попыткам халифата восстановить прямой контроль над провинцией. В 880-х годах он даже вступил в союз с мятежниками-хариджитами (впрочем, некоторые историки полагают, что его сотрудничество с хариджитами является вымыслом более поздних суннитских историков). В 895 году халиф Аль-Мутамид Алаллах отправил армию, чтобы вернуть Мосул под контроль халифата. Хамдан бежал, но после долгой погони был схвачен и заключён в заточение.
Его сын Хусейн, которому было приказано охранять крепость Ардумушт на левом берегу Тигра (предположительно между современными городами Силопи и Ширнак), предпочёл сдаться без боя и предложить халифу свои услуги. Хусейну удалось схватить лидера хариджитов Харуна аш-Шари, тем самым положив конец мятежу в эль-Джазире. В обмен на эту помощь он добился от халифа не только помилования своего отца, но и отмены налогооблажения, а также получил возможность сформировать отряд из 500 кавалеристов. Их содержание оплачивалось из казны халифата. Это был крупный успех Хусейна, заложивший основы для дальнейшего прихода его семьи к власти в независимом эмирате. По словам историка-востоковеда Хью Кеннеди, в дальнейших походах аббасидской армии Хусейн возглавлял группу опытных воинов, которым предложил высокий уровень оплаты и возможность захватить в бою богатую добычу. Кеннеди приходит к выводу, что Хусейн создал фундамент для будущего могущества Хамданидов не столько как независимый племенной вождь, сколько как «посредник между Аббасидским правительством, арабами и курдами Бадият-эль-Джазиры».

### Служба Аббасидам
В течение следующих нескольких лет Хусейн «с отличием» руководил своим отрядом Таглибидов. В частности в 896 году он сражался против Дулафида Бакра ибн Абд-аль-Азиза ибн Ахмада ибн Дулафа в Джибале. После 903 года он участвовал в походах Мухаммеда ибн Сулеймана аль-Катиба против карматов Сирийской пустыни, где его опытная конница сыграла решающую роль в противодействии более опытным отрядам противника при Таманне. Тогда же ими был разбит крупный карматский лидер Аль Хусейн ибн Закравейх, который, потерпев поражение, попытался скрыться в пустыне, но был схвачен и доставлен в Багдад. Затем Хусейн участвовал в качестве командующего авангардом в кампании Мухаммеда 904—905 годов, которая положила конец династии Тулунидов и вернула Сирию и Египет под прямой контроль халифата. Сообщается, что Мухаммад ибн Сулейман предложил ему пост наместника Египта, но Хусейн отказался, предпочитая вернуться в Багдад с огромной добычей, захваченной в ходе египетской кампании.
Практически сразу после возвращения из Египта Хусейн возглавил кампанию против племени калбитов, которые подняли мятеж в Сирии по наущению карматов. Повстанцы не смогли сопротивляться войскам Хусейна, но по пути в пустыню они засыпали колодцы, из-за чего аббасидская армия была вынуждена прекратить преследование. В результате мятежники смогли достичь Нижнего Евфрата, где в конце 906 года разбили другой отряд Аббасидов при эль-Кадиссии и совершили набег на караван паломников, следовавший в Мекку. Но окончательная победа осталась за аббасидской армией — мятежники и помогавшие им отряды карматов были разбиты и обращены в бегство. По пути на родину в земли Бахрейна их настиг Хусейн и уничтожил остатки в марте/апреле 907 года. Хотя победа Ибн Хамдана не устранила карматскую угрозу полностью, поскольку они продолжали жить в Бахрейне и периодически совершали набеги на Южную Месопотамию, она сигнализировала о почти полном уничтожении карматов в Сирии. Оставшиеся немногочисленные повстанцы жили на небольшой территории в Леванте вдоль Евфрата и были практически полностью уничтожены Хусейном. В 907—908 годах Хусейн отразил набег племени Бану Тамим, разбив их возле Ханассера и изгнав из Месопотамии. Тогда же были разбиты отряды племени курдов, вождя которых ат-Табари называет просто «ал-Курди».
По мнению Кеннеди, эти «выдающиеся военные достижения» сделали Хусейна «одним из ведущих полководцев халифата». Они же позволили ему продвинуть своих братьев на руководящие должности. Наиболее весомую из них, по словам Ат-Табари, получил Абу аль-Хайджа Абдаллах, брат Хусейна, назначенный эмиром Мосула. В декабре 908 года Хусейн стал участником дворцового заговора против халифа аль-Муктадира Биллаха в пользу его старшего брата Абдуллаха ибн аль-Мутаза. 17 декабря 908 года вместе с рядом других заговорщиков он напал на визиря халифата аль-Аббаса ибн аль-Хасана ибн аль-Джарджраи, который поддерживал действующую власть. Заговорщики попытались убить и самого халифа, но он смог забаррикадироваться во дворце Хасани. Тогда Абдуллах был провозглашён халифом, а Хусейн отправился во дворец, чтобы убедить аль-Муктадира сдаться. Но неожиданное сопротивление дворцовых слуг вкупе с нерешительностью заговорщиков обрекли попытку переворота на провал. Аль-Муктадир одержал решительную победу в противостоянии, а Хусейн был вынужден бежать в Мосул, а затем в Балад. Там он провёл некоторое время блуждая по дикой местности со сторонниками. Халиф послал против него его же собственного брата, но Хусейн застал его врасплох и вышел победителем из начавшейся схватки. Этот успех смотивировал его связаться с новым визирем, Абу-ль-Хасаном Али ибн аль-Фуратом при посредничестве другого брата, Ибрагима. Хотя многие другие участники заговора были казнены, Хусейн, который был его фактическим руководителем, смог избежать ответственности за содеянное. Но в Багдад его так и не пустили, назначив наместником Кума и Кашана в Джибале. На этом посту он помогал главнокомандующему халифата Му’нису ал-Хадиму в его кампании против Саффарида аль-Лайса ибн Али в Систане и Фарсе, а затем против его полководца и мятежника Субкары и его подручного аль-Катталы. Восстание удалось подавить к 910 году, а согласно праздничному стиху Абу Фираса, последнего в плен взял лично Хусейн.
Абу Фирас сообщает, что в дальнейшем Хусейну предложили в знак благодарности титул эмира Фарса, однако он отказался и вернулся в Багдад. Ибн аль-Фурат, который, видимо, не особо ему верил, незамедлительно отправил его на пост наместника Дияр Рабии, провинции в районе восточной Джазиры, которая включала в себя и Мосул. В 913/914 годах Хусейн возглавил рейд на земли Византии, но вскоре после этого между Хусейном и визирем Али ибн Иса аль-Джаррахом возник открытый конфликт. Причина доподлинно неизвестна, но это было однозначно связано с налогообложением и финансами в целом в провинции Хусейна. Согласно Ибн аль-Асиру, причиной мятежа стало повышение выплаты, которую Хусейн должен был ежемесячно отправлять в казну халифата, а также желание халифа назначить на его место другого вождя. В то же время французский историк-востоковед Мариус Канар пишет, что Хусейн в принципе мог большую часть суммы, которая полагалась халифу, растратить на свои нужды, а когда пришло время платить, он не нашёл другого выхода кроме как поднять восстание. Хусейн смог собрать 30 тысяч арабов и курдов в эль-Джазире, что свидетельствует о его высоком влиянии в провинции. Ему удалось победить армию Аббасидов, посланную против него, но когда он лично столкнулся с Му’нисом ал-Хадимом, который закончил защищать Египет, его армия была разбита, а сам он пленён в феврале 916 года при попытке бежать на север, в Армению. Его привезли в Багдад, где раздели и публично провезли по городу в ходе ритуального унижения: верхом на верблюде и в чепце позора.
Достоверно известно, что Хусейн был казнён в октябре или ноябре 918 года, однако почему — неясно. По мнению Канара, это могло быть связано с его участием в заговоре, который был вдохновлён шиитскими проповедниками, или с восстанием автономного наместника Иранского Азербайджана Юсуфа ибн Абу-с-Саджа, которого аль-Муктадир вполне мог подозревать в связях с Хусейном. По словам Канара, если бы халиф освободил его, то он восстал бы либо из-за желания независимости, либо из-за недовольства очередной антишиитской кампанией. Чтобы избежать этого аль-Муктадир «предпринял меры, которые положили конец интригам».

### Историческое значение
Несмотря на казнь Хусейна и поднятое им восстание семья Хамданидов продолжала процветать. Его братья вскоре были освобождены из плена, а Абдаллах, присоединившись к Му’нису ал-Хадиму и участвуя в перипетиях придворной политики халифата. Два его сына, Хасан и Али, более известные по почётным титулам как Насир ад-Даула и Сайф ад-Даула основали династию, которая правила в полунезависимых эмиратах Мосул и Алеппо до 978 и 1002 годов соответственно.

## Характер и личность
Согласно Канару, Хусейн «выделялся [среди полководцев] более отчетливо, чем верховный главнокомандующий Му’нис или любые другие военачальники того периода своими способностями и доблестью, а также своим беспокойным и амбициозным духом». Он также был арабом по происхождению, что было необычным случаем для высших руководителей Халифата того периода. Канар оценивает его как необычайно непредубежденного и настроенного на «слом идеологии» и брожение в мусульманском мире своего времени, о чём свидетельствует его контакт с суфийским мистиком аль-Халладжем, который посвятил Хусейну свой политический труд. Канар считает, что поддержка Хусейном шиизма и его участие в неудавшемся перевороте 908 года адекватнее рассматривать в свете стремления — типичного для сторонников шиизма — к «обновлению» халифата и установлению новой государственной власти, «идеального мусульманского правительства», на что «коррумпированные и подверженные упадку Аббасиды больше не были способны». Наконец, хотя именно его брату выпало основать правящую отдельным государством династию Хамданидов, именно Хусейн первым дал своей семье «вкус силы и славы», за что Абу Фирас, который был племянником Хусейна, позже прославил его в своих стихах.